# Ботаника
Бота́ника, или фитоло́гия (др.-греч. βοτανικός — «относящийся к растениям», от βοτάνη — «трава, растение») — наука о растениях, раздел биологии.

## Основные этапы развития ботаники

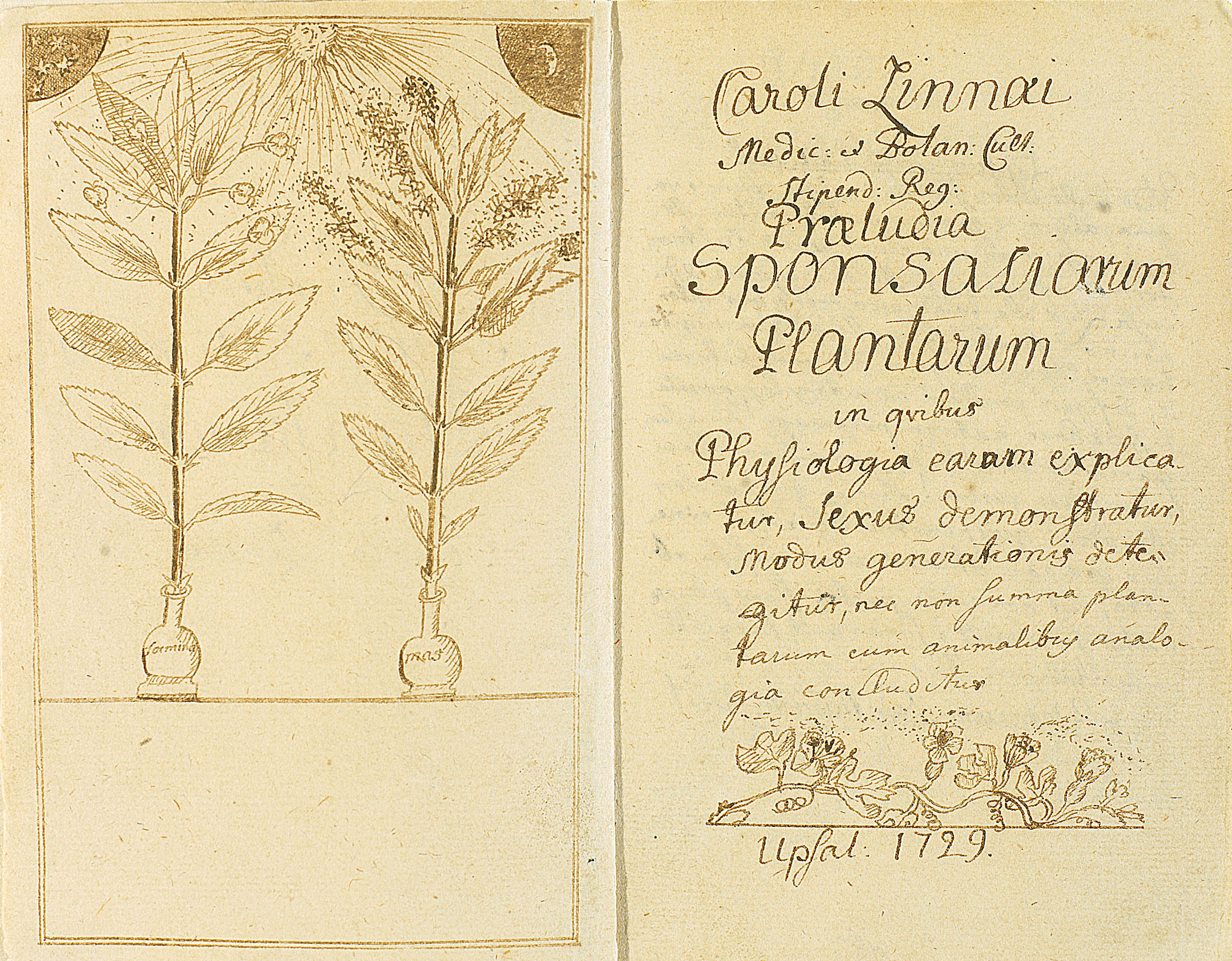
Рукопись работы Линнея Praeludia sponsaliorum plantarum («Введение в половую жизнь растений», декабрь 1729 года)

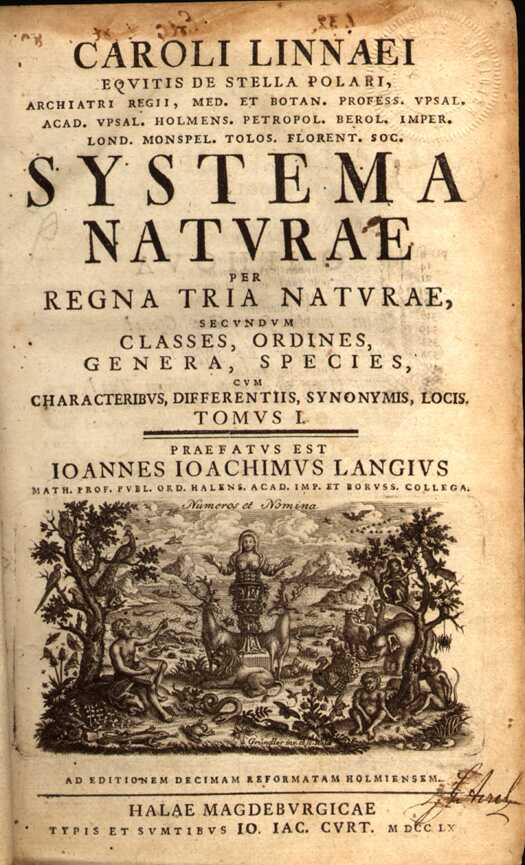
Титульный лист книги Карла Линнея Systema Naturae («Система природы», 1735)

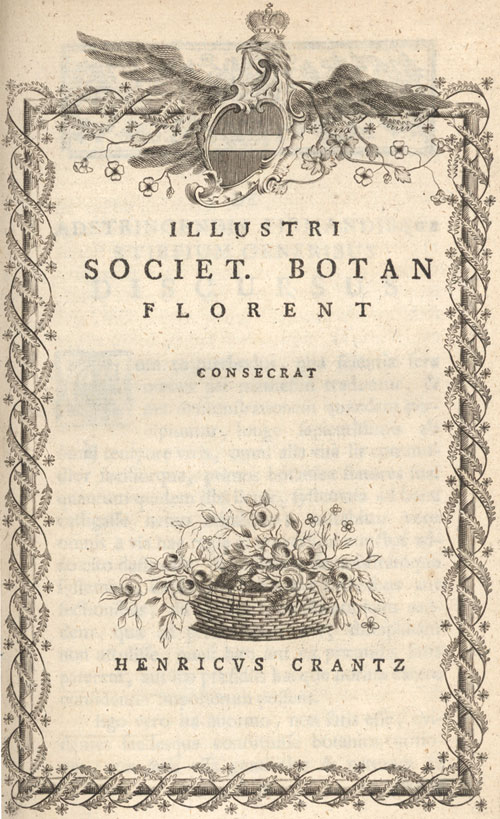
Генрих Иоганн Непомук фон Кранц: Classis Cruciformium emendeta (1769), с 3 табл.

Как целостная система знаний о растениях ботаника оформилась к XVII—XVIII векам, хотя многие сведения о растениях были известны и первобытному человеку, так как жизнь его была связана с полезными, главным образом пищевыми, лекарственными и ядовитыми растениями.
Первыми книгами, в которых растения описывались не только в связи с их полезностью, были произведения греческих и других учёных-натуралистов. Занимаясь растениями как частью природы, философы античного мира пытались определить их сущность и систематизировать их.
До Аристотеля исследователи интересовались преимущественно лекарственными и хозяйственно-ценными свойствами растений. Аристотель (384—322 до н. э.) в пятой книге «Истории животных» (лат. Historia Animalium) упомянул о своём «Учении о растениях», которое сохранилось только в небольшом числе фрагментов. Эти фрагменты были собраны и изданы в 1838 году немецким ботаником Ф. Виммером. Из них можно видеть, что Аристотель признавал существование двух царств в окружающем мире: неодушевлённую и живую природу. Растения он относил к одушевлённой, живой природе. По Аристотелю, растения обладают низшей ступенью развития души по сравнению с животными и человеком. Аристотель отмечал в природе растений и животных некоторые общие свойства. Он писал, например, что в отношении некоторых обитателей моря трудно решить, растения это или животные:13.
Ученика Аристотеля Теофраста (371—286 до н. э.) называют «отцом ботаники». Ботанические труды Теофраста можно рассматривать как свод в единую систему познаний практиков сельского хозяйства, медицины и работ учёных античного мира в этой области. Теофраст был основателем ботаники как самостоятельной науки: наряду с описанием применения растений в хозяйстве и медицине он рассматривал теоретические вопросы. Влияние трудов Теофраста на последующее развитие ботаники в течение многих столетий было огромным, так как учёные Древнего мира не поднимались выше него ни в понимании природы растений, ни в описаниях их форм. В соответствии с современным ему уровнем знаний отдельные положения Теофраста были наивны и не научны. Учёные того времени ещё не имели высокой техники исследования, не было и научных экспериментов. Но при всём этом уровень знаний, достигнутый «отцом ботаники», был весьма значительным:13—14.
Римский натуралист Плиний Старший в своей «Естественной истории» привёл все известные его современникам сведения о природе; он упомянул около 1000 видов растений, описав их достаточно точно.
После общего упадка естествознания в Средние века ботаника начинает вновь интенсивно развиваться в Европе с XVI века. Первоначально это коснулось лишь систематики и морфологии, но в XVII—XVIII веках возникают и формируются другие разделы ботаники, в частности, анатомия растений.
Большим прорывом европейской науки в изучении растений стал объёмный, хорошо иллюстрированный, труд Франсиско Эрнандеса «История растений Новой Испании» (1570—1577), выполненный по заказу Филиппа II. В книгу вошли описания более 3000 растений и 500 животных, существовавших на территории современной Мексики. В то же самое время, но несколько более краткую работу о растениях в своём фундаментальном произведении «Общая история дел Новой Испании» (1576) написал Бернардино де Саагун. Обе книги опирались на сведения ацтеков об окружающем их мире, а потому могут считаться такими, которые мало подверглись европейскому влиянию (хотя классификация растений базировалась на работах Плиния). В дальнейшем рукопись Саагуна была забыта, но книга Эрнандеса была неоднократно заимствована другими учёными: Хосе де Акоста, Нардо Антонио Рекки, Фабио Колонна, Хайме Онорато Помар, Грегорио Лопес, Федерико Чези, Хуан Барриос, Иоган де Лаэт, Иоан Эусебио Ньеремберг, Вильям Пизо, Роберт Лавэл, Джон Рэй, Джеймс Ньютон и другие.
В России в XV—XVII веках переводят с греческого, латинского и европейских языков и переписывают описания лекарственных растений.
Карл Линне́й (швед. Carl Linnaeus, Carl Linné) — известный шведский естествоиспытатель и врач, создатель единой системы классификации растительного и животного мира, обобщившей и в значительной степени упорядочившей биологические знания всего предыдущего периода, что ещё при жизни принесло ему всемирную известность. В 1729 году Линней познакомился с Улофом Цельсием (1670—1756), профессором теологии, который был увлечённым ботаником. Вскоре он поселился в доме Цельсия и получил доступ к его обширной библиотеке. В этом же году Линней написал небольшую работу «Введение в половую жизнь растений» (лат. Praeludia sponsaliorum plantarum), в которой были изложены основные идеи его будущей классификации растений, основанной на половых признаках. Эта работа вызвала большой интерес в академических кругах Уппсалы. С 1730 года Линней под началом профессора Улофа Рудбека-младшего приступил к преподаванию как демонстратор в ботаническом саду университета. Лекции Линнея пользовались большим успехом. В XVIII веке, положив в основу своей искусственной системы строение цветка, Линней разбил мир растений на 24 класса. Система Линнея ненадолго пережила своего создателя, однако значение её в истории ботаники огромно. Одной из главных заслуг Линнея стало определение понятия биологического вида, внедрение в активное употребление биноминальной (бинарной) номенклатуры и установление чёткого соподчинения между систематическими (таксономическими) категориями.
Генрих Иоганн Непомук фон Кранц (нем. Heinrich Johann Nepomuk Edler von Crantz — австрийский врач и ботаник, профессор Венского университета (стал доктором медицины в 1750 году). В 1769 году опубликовал Classis Cruciformium emendeta.
XIX век ознаменовался интенсивным развитием естествознания в целом. Бурное развитие получили и все отрасли ботаники. Решающее влияние на систематику оказала эволюционная теория Ч. Дарвина.
Характерные черты современного этапа развития ботаники — стирание граней между отдельными её отраслями и их интеграция. Так, в систематике растений для характеристики отдельных таксонов всё шире применяют цитологические, анатомические, эмбриологические и биохимические методы. Разработка новых методов исследования, основанных на достижениях физики и химии, позволила решать задачи, недоступные ранее. Так, в результате использования электронного микроскопа, разрешающая сила которого по сравнению с другими оптическими приборами возросла в сотни раз, были выявлены многие новые детали строения растительной клетки, что с успехом используется не только в анатомии, но и в систематике растений.

## Предмет исследований
Ботаника охватывает широкий круг проблем: закономерности внешнего и внутреннего строения (морфология и анатомия) растений, их систематику, развитие в течение геологического времени (эволюция) и родственные связи (филогенез), особенности прошлого и современного распространения по земной поверхности (география растений), взаимоотношения со средой (экология растений), сложение растительного покрова (фитоценология, или геоботаника), возможности и пути хозяйственного использования растений (ботаническое ресурсоведение, или экономическая ботаника).
По объектам исследования в ботанике выделяют фикологию (альгологию) — науку о водорослях, лихенологию — о лишайниках, бриологию — о мхах и др.; изучение микроскопических организмов, преимущественно из мира растений (бактерий, актиномицетов, некоторых грибов и водорослей), выделяют в особую науку — микробиологию. Болезнями растений, вызываемыми вирусами, бактериями и грибами, занимается фитопатология.

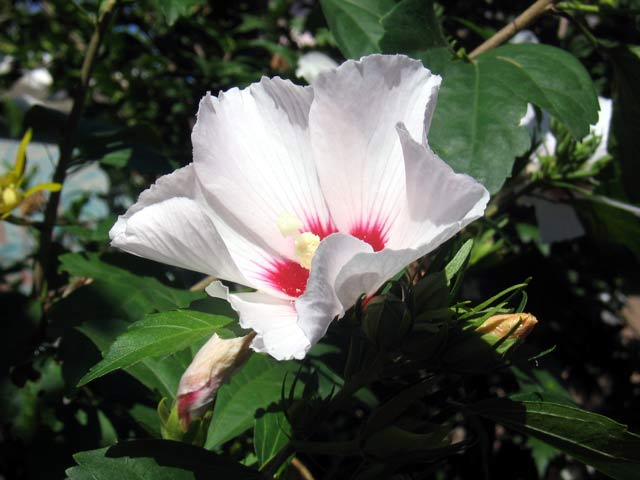
Гибискус

Основная ботаническая дисциплина — систематика растений — разделяет многообразие растительного мира на соподчинённые друг другу естественные группы — таксоны (классификация), устанавливает рациональную систему их наименований (номенклатура) и выясняет родственные (эволюционные) взаимоотношения между ними (филогения). В прошлом систематика основывалась на внешних морфологических признаках растений и их географическом распространении, теперь же систематики широко используют также признаки внутреннего строения растений, особенности строения растительных клеток, их хромосомного аппарата, а также химический состав и экологические особенности растений. Установление видового состава растений (флоры) какой-либо определённой территории обычно называется флористикой, выявление областей распространения (ареалов) отдельных видов, родов и семейств — хорологией (фитохорологией). Изучение древесных и кустарниковых растений выделяют в особую дисциплину — дендрологию.
В тесной связи с систематикой находится морфология растений, изучающая форму растений в процессе индивидуального (онтогенез) и исторического (филогенез) развития. В узком смысле морфология изучает внешнюю форму растений и их частей, в более широком — включает анатомию растений, изучающую их внутреннее строение, эмбриологию, исследующую образование и развитие зародыша, и цитологию, изучающую строение растительной клетки. Некоторые разделы морфологии растений выделяют в особые дисциплины в связи с их прикладным или теоретическим значением: органографию — описание частей и органов растений, палинологию — изучение пыльцы и спор растений, карпологию — описание и классификация плодов, тератологию — изучение аномалий и уродств (терат) в строении растений. Различают сравнительную, эволюционную, экологическую морфологию растений.
Изучением растений в их взаимоотношении со средой обитания занимается ряд отраслей ботаники, иногда объединяемых под общим названием экология растений. В более узком смысле экология изучает влияние на растение среды обитания, а также разнообразные приспособления растений к особенностям этой среды. На земной поверхности растения образуют определённые сообщества, или фитоценозы, повторяющиеся на более или менее значительных территориях (леса, степи, луга, саванны и т. д.). Исследованием этих сообществ занимается отрасль ботаники, называемая в России геоботаникой, или фитоценологией (за рубежом её часто называют фитосоциологией). В зависимости от объекта исследования в геоботанике выделяют лесоведение, луговедение, тундроведение, болотоведение и т. д. В более широком смысле геоботаника смыкается с учением об экосистемах, или с биогеоценологией, изучающей взаимоотношения между растительным покровом, животным миром, почвой и подстилающими почву горными породами. Этот комплекс называется биогеоценозом.
Распространение отдельных видов растений на поверхности земного шара изучает география растений, а особенности распределения растительного покрова на Земле в зависимости от современных условий и исторического прошлого — ботаническая география.
Наука об ископаемых растениях — палеоботаника, или фитопалеонтология, имеет первостепенное значение для восстановления истории развития растительного мира. Данные палеоботаники имеют важнейшее значение для решения многих вопросов систематики, морфологии (включая анатомию) и исторической географии растений. Её данными пользуется также геология (историческая геология и стратиграфия).
Полезные свойства дикорастущих растений и возможности их окультуривания изучаются экономической ботаникой (хозяйственная ботаника, ботаническое ресурсоведение). С экономической ботаникой тесно связана этноботаника — учение об использовании растений различными этническими группами населения земного шара. Важный раздел прикладной ботаники — изучение дикорастущих родичей культурных растений, обладающих ценными свойствами (например, иммунитетом к болезням, засухоустойчивостью и т. д.).
Физиологию растений и биохимию растений не всегда относят к ботанике, поскольку многие физиологические и биохимические процессы, протекающие в растениях, аналогичны или даже тождественны процессам, протекающим в животных организмах, и изучаются сходными методами. Однако биохимия и физиология растений отличаются рядом специфических черт, исключительно или почти исключительно свойственных растениям. Поэтому разграничить физиологию и биохимию растений от собственно ботаники нелегко, тем более, что физиологические и биохимические особенности растений могут рассматриваться как таксономические признаки, следовательно, интересовать систематиков растений. Эти же особенности чрезвычайно важны для понимания проблем экологии и геоботаники, географии растений и ботанической географии, экономической ботаники и т. д. Генетика растений обычно также рассматривается как раздел общей генетики, хотя некоторые главы её (генетика популяций, цитогенетика) тесно связаны с систематикой, особенно биосистематикой, экологией растений и геоботаникой.
Границы между перечисленными выше разделами ботаники в значительной мере условны, так как их методы нередко перекрещиваются, а данные взаимно используются. Трудно определить место таких наук, как физиологическая анатомия и экологическая физиология, или отделить использование химических особенностей растений в систематике (хемосистематика) от сравнительной биохимии растений; наряду с этим процессом идёт и весьма узкая специализация отдельных ботанических разделов.
Ботаника тесно связана со многими другими науками — с геологией через палеоботанику и индикационную геоботанику (использование признаков некоторых растений и их сообществ как индикаторов некоторых полезных ископаемых); с химией — через биохимию и физиологию, экономическую ботанику и фармакогнозию; с почвоведением и физической географией — через экологию и геоботанику; с техническими науками — через экономическую ботанику. Ботаника — естественно-историческая основа сельского и лесного хозяйства, зелёного строительства в городах, курортах и парках, она разрешает многие вопросы пищевой, текстильной, целлюлозно-бумажной, микробиологической, деревообрабатывающей промышленности. Однако важнейшая задача ботаники — изучение закономерностей развития и охраны среды обитания человечества — биосферы и прежде всего растительного мира — фитосферы.

## Ботаническая номенклатура
Помимо принятой в биологии системы классификаций, ботаника, как и другие поднауки биологии, дополнительно разделяет виды на разновидности, подразновидности и формы.
В русской литературе вместо термина ботаническая номенклатура принято употреблять словосочетание «бинарная номенклатура», в зоологической литературе получило распространение словосочетание «биноминальная номенклатура».
Формирование и пополнение ботанической номенклатуры регламентируется Международным кодексом ботанической номенклатуры.

## Методы исследования
Ботаника пользуется как наблюдением, так и сравнительным, историческим и экспериментальным методами, включающими сбор и составление коллекций, наблюдение в природе и на опытных участках, эксперимент в природе и в условиях специализированных лабораторий, математическую обработку полученной информации. Наряду с классическими методами регистрации тех или иных признаков изучаемых растений используется все разнообразие современных химических, физических и кибернетических методов исследования.

## Проблема вымирания видов
Несмотря на то, что вымирание может быть природным результатом естественного отбора (пример, массовое вымирание видов в голоцене), однако современный период вымирания уникален. Предыдущие периоды были вызваны физическими причинами, такими как столкновение с небесными телами, движение тектонических плит, высокая вулканическая активность, изменение климата. Текущий период вымирания вызван людьми и начался приблизительно 100 000 лет назад с расселением людей по планете. Входя в контакт с новыми для них экосистемами, которые прежде никогда не испытывали человеческого присутствия, люди разрушали экологический баланс, охотясь, разрушая среду обитания и разнося болезни.
Основные причины для беспокойства, связанные с проблемой вымирания видов:
1. исчезновение видов как биологических сущностей — является важнейшим фактором и как уменьшение богатства природы, и как моральная проблема для тех, кто верит, что люди обязаны сохранять естественную окружающую среду;
2. дестабилизация экосистем — становится хорошо понятной, когда звено цепи питания исчезает из экосистемы;
3. угроза другим видам — когда один вид исчезает, очень часто возникают популяционные изменения численности во вторичных видах. Может возникнуть ситуация, когда экосистема изменится заметно и необратимо;
4. потеря незаменимого генетического материала — каждый вид несёт уникальный генетический материал в своей ДНК и производит уникальные химические соединения согласно генетическим инструкциям, заложенным в них. Например, полынь однолетняя — растение, которое является единственным источником артемизинина, препарата, который почти на 100 процентов эффективен против малярии[8]. Если бы это растение исчезло, то контроль над малярией (даже сегодня являющейся серьёзным заболеванием) в беднейших регионах планеты уменьшился бы.

Американский палеонтолог Niles Eldridge (Нильс Элдридж) в 1972 году выдвинул вместе с Стивеном Гулдом теорию прерывистого равновесия, согласно которой бо́льшая часть эволюционных изменений происходит за небольшие промежутки времени по сравнению с гораздо более длительными периодами эволюционной стабильности. Нильс Элдридж, в частности, немаловажную роль отводит хозяйственной деятельности человека: 

Действительно, чтобы развить сельское хозяйство человек должен по существу объявить войну сложившимся традиционным экосистемам:
-  — преобразование земли, с целью производства одних или нескольких зерновых пищевых культур, в ущерб всем другим изначально произраставшим разновидностям растений, которые теперь классифицированы как нежелательные «сорняки»
-  — уничтожение или резкое ограничение популяции всех животных (кроме нескольких одомашненных разновидностей), которых теперь рассматривают в качестве вредителей и паразитов.— Niles Eldridge

### Общие работы
- Ботанический атлас / Под ред. Б. К. Шишкина. — М.—Л., 1963.
- Жуковский П. М. Ботаника. — 4-е изд. — М., 1964.
- Ботаника / Под ред. Л. В. Кудряшова. — 7-е изд. — Т. 1. — М., 1966.
- McLoan R. С., Ivimey-Cook W. R. Textbook of theoretical botany. — V. 1—3. — London, 1951—1967. (англ.)
- Sinnott E.-W., Wilson K. S. Botany: principles and problems. — 6 ed. — N. Y., 1963. (англ.)
- Guttenberg Н. Lehrbuch der allgemeinen Botanik. — 6 Aufl. — Berlin, 1963. (нем.)
- Encyclopédie du monde végétal. / Dir. F. Vallardi. — T. 1—3. — Paris, 1964. (фр.)
- Lehrbuch der Botanik für Hochschulen. — 29 Aufl. — Jena, 1967.
- Hill J. B. Botany. — 4 ed. — N. Y., 1967.
- Raven P. H., Evert R. F, Eichhorn S. E. Современная ботаника: В 2 т. — М.: Мир, 1990.

### Словари и справочники
- Антонов А. А., Надсон Г. А. Ботаника // Энциклопедический словарь Брокгауза и Ефрона : в 86 т. (82 т. и 4 доп.). — СПб., 1891. — Т. IVa. — С. 474—491.
- Викторов Д. П. Краткий словарь ботанических терминов. — 2-е изд. — М.—Л., 1964.
- Font у Quer P. Diccionario de botanica. — Barcelona, 1953. (исп.)
- Usher G. A dictionary of botany. — London, 1966. (англ.)
- Schubert R., Wagner G. Pflanzennamen und botanische Fachwörter. — 4. Aufl. — Radebeul, 1967. (нем.)
- Uphof J. C. The dictionary of economic plants. — 2 ed. — Würzburg, 1968. (англ.)